# 馬尼卡
馬尼卡是東非國家莫桑比克的城市，由馬尼卡省負責管轄，位於該國西部首府希莫尤以西60公里，毗鄰與津巴布韋接壤的邊境，1997年人口估計約28,568。